# Rio Starve Creek
O Rio Starve Creek é um rio das Bahamas, na ilha Eleuthera.